# Aqualoop
Aquallop est un label allemand et un DJ team allemand de handsup basé à Trappenkamp dans le Schleswig-Holstein.
Il regroupe les artistes suivants : 
- Pulsedriver
- DJ Rocco
- Bass-T
- DJ Lee
- Ziggy X
- Van der Karsten
- Bastian Bates
- Axel Coon
- Langenhagen
- Klubbdriver
- Frank Raven
- Solar Patrol